# Саймън Монтефиоре
Вижте пояснителната страница за други личности с името Монтефиоре.
Са̀ймън Джонатан Сѐбаг-Монтефио̀ре (на английски: Simon Jonathan Sebag-Montefiore, [ˌsaɪmən ˌsiːbæɡ ˌmɒntɪfiˈɔːri]) британски писател, автор на популярни исторически произведения и биографии на държавни ръководители. Книгите му са световни бестселъри, преведени на 34 езика.
Първата му историческа книга „Catherine the Great & Potemkin“ („Екатерина Велика и Потьомкин“) е номинирана за наградите Samuel Johnson, Duff Cooper и Marsh Biography Prizes. „Stalin: The Court of the Red Tsar“ („Сталин: Дворът на червения цар“) печели наградата за „History Book of the year“ през 2004 г. от British Book Awards. „Young Stalin“ („Младият Сталин“) е победителят на Costa Book Award, на LA Times „Book Prize“ за най-добра биография и на Bruno Kreisky Award за политическа литература; номинирана е и за мемориалната награда на James Tait Black. Монтефиоре е автор и на романа „Sashenka“ („Сашенка“).
Сборниците „Monsterts: History`s Most Evil Men & Women“ („Злодеите. Най-жестоките мъже и жени в човешката история“) и „Heroes: History`s Greatest Men & Women“ („Героите. Най-великите мъже и жени в човешката история“) са преведени на повече от десет езика и са сред най-популярните съвременни исторически енциклопедии.
Монтефиоре преподава история в Gonville and Caius College, Кеймбридж. Член е на Кралското литературно общество.
Живее в Лондон със съпругата си, писателката Санта Монтефиоре, и двете им деца. Пише „Jeruasalem: the Biography“ („Йерусалим: биография“) – нов поглед към историята на Близкия изток.

## Произведения

### Самостоятелни романи
- King's Parade (1991)
- My Affair with Stalin (1997)

### Серия „Москва“ (Moscow)
- Sashenka (2008)
Сашенка, изд.: ИК „Прозорец“, София (2010), прев. Людмила Верих[1]
- One Night in Winter (2013)
Любов в тъмни времена, изд.: ИК „Прозорец“, София (2016), прев. Йорданка Пенкова[2]
- Red Sky at Noon (2017)

### Документалистика
- Catherine the Great and Potemkin (2001) – издаден и като „The Prince of Princes: The Life of Potemkin“* Prince of Princes (2000)
- Stalin: The Court of the Red Tsar (2003)
Сталин: Дворът на червения цар, изд.:ИК „Прозорец“, София (2007), прев. Цветана Русева[3]
- Potemkin (2005)
- A History of Caucasus (2005)
- Speeches That Changed the World (2006)
- Elizaveta (2006)
- Young Stalin (2007)
Младият Сталин, изд.:ИК „Прозорец“, София (2009), прев. Цветана Русева[4]
- 101 World Heroes (2007)
- Monsters (2008)
Злодеите: най-жестоките мъже и жени в човешката история, изд.: ИК „Кръгозор“, София (2009), прев. Паулина Мичева[5]
- Jerusalem: The Biography (2011)
История на Йерусалим, изд.: ИК „Прозорец“, София (2016), прев. Ивелина Ватова[6]
- Titans of the Middle East (2012)
- Titans of History (2012)
Титаните на историята: великаните, създали днешния свят, изд.:ИК „Прозорец“, София (2019), прев. Венцислав Венков[7]
- Istanbul, Rome and Jerusalem (2013)
- The Romanovs 1613 – 1918 (2016)
- Heroes and Monsters (2016)